# 김영환 (1971년)
김영환(金永煥, 1971년 8월 27일~)은 대한민국의 정치인이다. 제22대 국회의원이다. 경기도의회 의원(2010. 7.~2018. 3.)을 지냈다.

## 학력
- 전라고등학교 졸업
- 고려대학교 문과대학 사회학 학사
- 아이오와주립대학교 대학원 경제학 석사
- 한국항공대학교 대학원 정보통신공학 박사과정 수료

## 경력
- 아이오와주립대학교 경제학과 연구조교
- 송영길 국회의원 정책비서관
- 동북아전략연구원 경제팀장
- 열린우리당 천정배 원내대표 경제팀장
- 열린우리당 국회보좌진협의회 운영위원
- 고려대학교 국회보좌진협의회 부회장
- 제17대 대통령 선거 대통합민주신당 정동영 대통령 후보 선거대책위원회 정책팀장
- 김현미 국회의원 정책보좌관
- 김진표 국회의원 정책보좌관
- 김성곤 국회의원 정책보좌관
- 2010년 6월 2일: 제5회 전국동시지방선거 당선(민선 5기, 경기 고양시 제7선거구, 민주당, 초선)
- 2010년 7월~2014년 6월: 제8대 경기도의회 의원(민선 5기, 경기 고양시 제7선거구, 민주당→민주통합당→민주당→새정치민주연합, 초선)
- 2014년 6월 4일: 제6회 전국동시지방선거 당선(민선 6기, 경기 고양시 제7선거구, 새정치민주연합, 재선)
- 2014년 7월~2018년 3월: 제9대 경기도의회 의원(민선 6기, 경기 고양시 제7선거구, 새정치민주연합→더불어민주당, 재선)
- 2018년 3월~2018년 5월: 제7회 전국동시지방선거 경기 고양시장 더불어민주당 예비후보
- 고양환경운동연합 자문위원
- 고양시민회 자문위원
- 더불어민주당 경기도의회 정책위원장
- 문재인 정부 국정기획자문위원회 전문위원
- 한국항공대학교 겸임교수
- 이재명 민선7기 경기도지사 인수위원회 인수위원
- 더불어민주당 정책위원회 부의장
- 고양경제사회연구소 소장
- 2022년 4월~2022년 5월: 제8회 전국동시지방선거 경기 고양시장 더불어민주당 예비후보
- 2024년 4월 10일: 대한민국 제22대 국회의원 선거 당선(경기 고양시 정, 더불어민주당, 초선)
- 2024년 5월~: 더불어민주당 경기도당 고양시 정 지역위원회 위원장
- 2024년 11월~2025년 8월: 더불어민주당 당대표특보단 민생특보단 특보
- 2025년 8월~: 더불어민주당 정청래 당대표 정무실장

### 의정 활동
- 2024년 5월 30일~: 제22대 국회의원(경기 고양시 정, 더불어민주당, 초선)
  - 2024년 6월~2025년 4월: 제22대 국회 전반기 기획재정위원회 위원
  - 2024년 6월~2025년 6월: 제22대 국회 전반기 예산결산특별위원회 위원
  - 2025년 4월~2025년 4월: 제22대 국회 전반기 법제사법위원회 위원
  - 2025년 4월~: 제22대 국회 전반기 기획재정위원회 위원

## 역대 선거 결과
|  | 33.34% |

|  | 54.93% |

|  | 57.99% |

|  | 54.89% |

## 소속 정당
| 소속 정당 | 소속 정당      | 소속 기간 | 비고      |
| --------- | -------------- | --------- | --------- |
|           | 열린우리당     | 2006~2007 | 정계 입문 |
|           | 대통합민주신당 | 2007~2008 | 합당      |
|           | 통합민주당     | 2008      | 합당      |
|           | 민주당         | 2008~2011 | 당명 변경 |
|           | 민주통합당     | 2011~2013 | 합당      |
|           | 민주당         | 2013~2014 | 당명 변경 |
|           | 새정치민주연합 | 2014~2015 | 합당      |
|           | 더불어민주당   | 2015~현재 | 당명 변경 |

## 같이 보기
- 고양시 정
- 고양시의 국회의원
- 고양시 일산서구의 국회의원
- 곱버스도 국장이다[1]